# Richmond Hill (Georgia)
Richmond Hill è una città degli Stati Uniti d'America, situata in Georgia, nella Contea di Bryan.